# Iglesias caseras en China

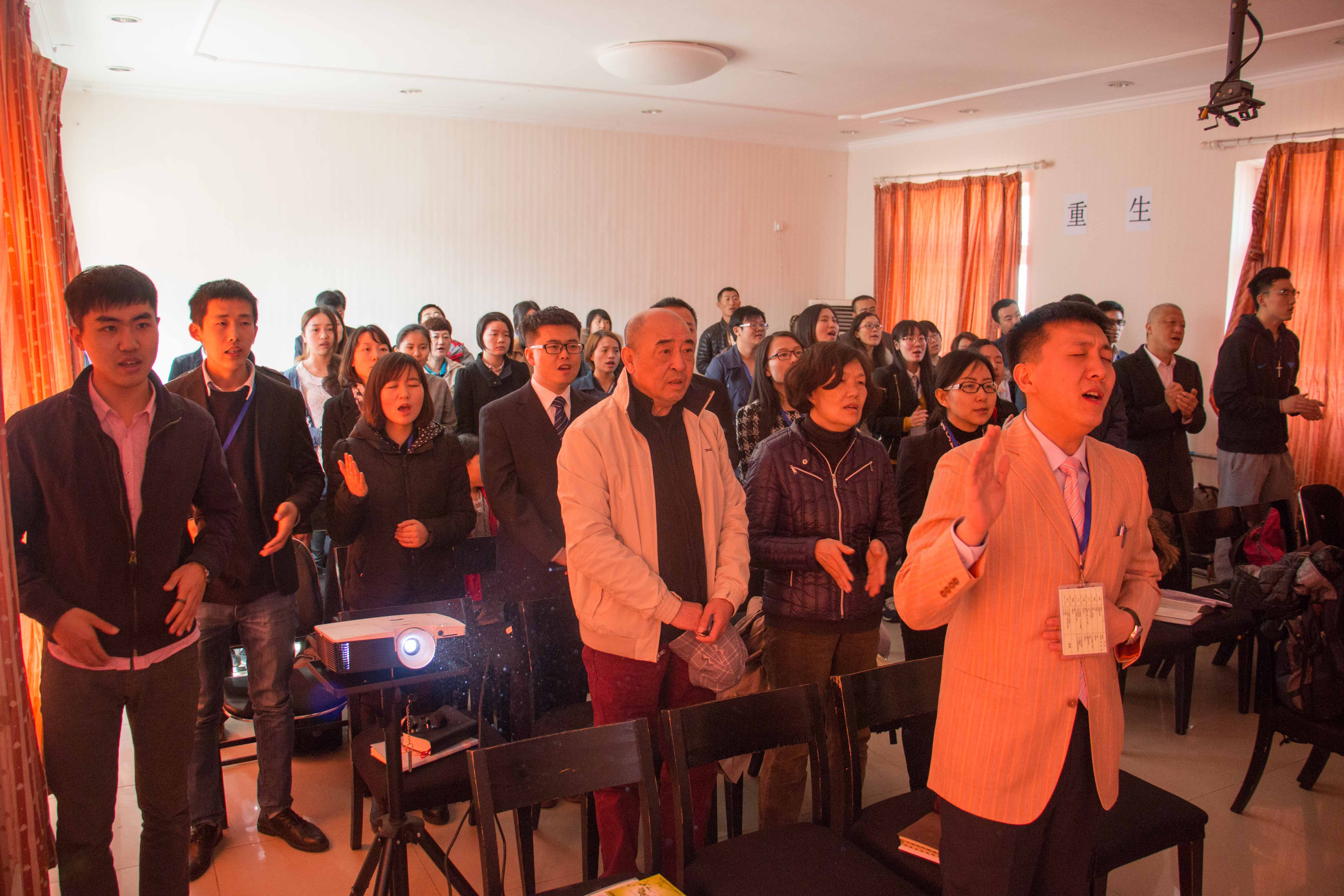
Feligreses en un servicio de una iglesia casera de Shunyi (Pekín).

Las iglesias caseras en China (en chino tradicional, 中國家庭教會; pinyin, Zhōngguó jiātíng jiàohuì; también conocidas como iglesia clandestina [地下教會T, dìxià jiàohuìP] y cielo subterráneo [地下天國T, dìxià tiānguóP]) son un movimiento religioso de asambleas no registradas de cristianos en la República Popular de China, las cuales operan independientemente del Movimiento Patriótico de las Tres Autonomías (TSPM) dirigido por el gobierno, el Consejo cristiano de China (CCC) para los grupos protestantes y la Asociación Patriótica Católica China (CCPA) y el Consejo de obispos católicos chinos (CCBC) para los católicos.  Son también conocidas como la Iglesia "subterránea" o la Iglesia "oficiosa".  Se les llama "iglesias caseras" porque, ya que no son organizaciones registradas oficialmente, no pueden poseer propiedades, y por ello se reúnen en casas privadas.
El movimiento de la iglesia clandestina china se desarrolló después de 1949 a raíz de la política del gobierno comunista que requiere el registro de todas las organizaciones religiosas. Esta política de registro requiere que las iglesias formen parte del TSPM/CCC descrito arriba, lo que puede implicar interferencia en los asuntos internos de la iglesia por parte de funcionarios del gobierno o por funcionarios del TSPM/CCC, quienes están refrendados por el Departamento de Trabajo del Frente Unido del Partido Comunista de China. Durante la Revolución Cultural de 1966–76 toda veneración cristiana fue forzada a la clandestinidad.
Desde los años 90 hubo casos de tolerancia oficial creciente en varias regiones hacia las iglesias caseras. La mayoría de los observadores creen que la oposición a las iglesias caseras por funcionarios de gobierno surge menos de una oposición ideológica hacia la religión y el apoyo del ateísmo, y más por miedo a alborotos potenciales contra la sociedad jerarquizada a raíz de una movilización masiva de creyentes, similar a las protestas de la plaza Tiananmen de 1989, y las protestas masivas de miembros de Falun Gong en Pekín en 1999.
En las últimas dos décadas, se ha incrementado el número de iglesias caseras, establecidas principalmente en las provincias de Henan y Zhejiang. Estas asociaciones han enviado misioneros por todo el país e incluso han comenzado a enviarlos al extranjero a países vecinos.

## Más información
- China derriba iglesias para atajar el auge del cristianismo
- Los fieles que inquietan a Pekín